# C24H31FO6
化学式C24H31FO6（摩尔质量：434.5 g/mol）可能指：
- 醋酸倍他米松，CAS号：987-24-6
- 醋酸地塞米松，CAS号：1177-87-3
- 氟培龙，CAS号：2119-75-7
- 氟尼缩松，CAS号：3385-03-3
- 醋酸帕拉米松，CAS号：1597-82-6
- 曲安奈德，CAS号：76-25-5

|  | 这个同类索引页列出了具有相同分子式的化学物（即同分異構體）条目。 除非您是有意链接至本页，否则应将相应条目的内部链接指向正确的条目。 |